# 绒毛叶轮木
绒毛叶轮木（学名：Ostodes kuangii），为大戟科叶轮木属下的一个植物种。